# میدان‌های گازی ایران

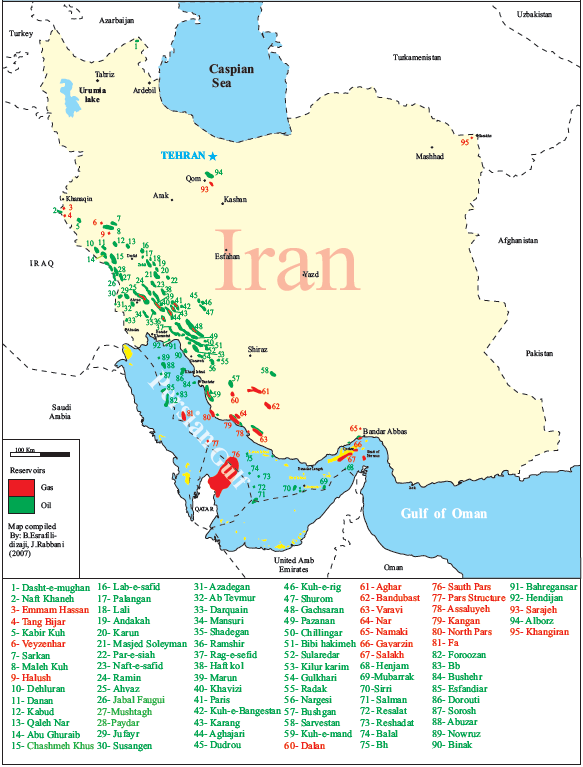
نقشه میادین نفتی و گازی ایران

میدان‌های گازی ایران به ذخایر گاز طبیعی موجود در مخازن هیدروکربوری ایران اشاره دارد، که میزان ذخیره درجای گاز طبیعی این کشور بالغ بر ۱۲۰۰ تریلیون فوت مکعب (۳۳ تریلیون متر مکعب) برآورد می‌شود. ایران از لحاظ دارا بودن ذخایر گازی، در رتبه دوم جهان قرار دارد و ۱۷٪ سهم گاز جهان را داراست. ذخایر گازی مستقر مخازن هیدروکربوری ایران، از سه بخش تشکیل شده است، دسته اول میدان‌های گازی، دسته دوم ذخایر گاز طبیعی موجود در کلاهک‌های گازی میادین نفتی و دسته سوم گازهای همراه نفت در میادین نفتی می‌باشند. کلیه میادین گازی ایران، مانند کلیه میادین نفتی، متعلق به شرکت ملی نفت ایران است و این شرکت از طریق شرکت‌های تابعه خود وظیفه استخراج گاز را برعهده دارد، که پس از تولید، در اختیار شرکت ملی گاز ایران جهت توزیع، قرار می‌گیرد.
تاریخچه پیدایش گاز در ایران را می‌توان هم‌زمان با کشف میدان نفتی مسجد سلیمان دانست.
هم‌اکنون ظرفیت تولید گاز طبیعی شرکت ملی نفت ایران به‌طور متوسط ۸۳۰ میلیون متر مکعب در روز می‌باشد، که ۷۰ میلیون متر مکعب در روز به نیروگاه‌ها و صنایع داخلی، ۱۳۰ میلیون متر مکعب در روز جهت تزریق به مخازن نفتی، ۳۰ میلیون متر مکعب در روز جهت صادرات به کشورهای همسایه و باقی‌مانده آن به مصارف خانگی اختصاص دارد.
تا سال ۲۰۰۷ هنوز بالغ بر ۶۲ درصد میادین گازی ایران به صورت بکر و دست نخورده باقی‌مانده بودند. صادرات گاز ایران از دو طریق ارسال با خط لوله یا به صورت ال‌ان‌جی می‌باشد. بنابر اظهارات کارشناسان شرکت ملی نفت ایران، مخازن گازی ایران تا سال ۱۶۰۰ می‌توانند قابل بهره‌برداری باشند.

## تعداد
بر اساس برآوردهای سال ۲۰۱۱ بالغ بر ۴۲ میدان گازی و ۹۲ مخزن گازی در ایران به ثبت رسیده است.

## موقعیت مکانی
بنابر آمار انتهایی سال ۲۰۰۸ میزان ذخایر گازی ایران برابر ۲۹٫۶۱ تریلیون مترمکعب برآورد شده است که ۸٫۹۹ تریلیون مترمکعب این مقدار در خشکی و ۲۰٫۶۲ تریلیون مترمکعب آن‌ها در دریا قرار دارد.
در حوضه‌های زاگرس و خلیج فارس، توالی‌های متخلخل کربناته کرتاسه و ترشیاری ذخایر مهم نفتی را تشکیل می‌دهند در صورتی‌که کربناتهای پرمو- تریاس به خصوص سازندهای دالان و کنگان، مهم‌ترین مخازن گازی/ میعانات گازی را تشکیل می‌دهند. تعداد ۳۸ عدد از مخازن گازی در سازندهای دالان و کنگان در این حوضه‌ها کشف شده است.

## صادرات
اولین مشتری صادرات گاز ایران را می‌توان کشور ترکمنستان دانست که خرید گاز از ایران را از سال ۱۹۹۷ آغاز کرد. دومین مقصد صادرات گاز ایران کشور ترکیه بوده که طرح احداث خط لوله گاز بین دو کشور در سال ۲۰۰۲ به پایان رسید و صادرات گاز به این کشور آغاز شد.
ارمنستان سومین واردکننده گاز از ایران است که از سال ۲۰۰۹ دست به این اقدام زده است.
پاکستان و هند دو مشتری احتمالی گاز ایران خواهند بود.

## بزرگ‌ترین میدان گازی ایران
بزرگ‌ترین میدان گازی کشور در کمان قطر، میدان گازی پارس جنوبی است که همراه با بخش قطری (گنبد شمالی) ذخیره درجای در حدود ۵۰۷ تریلیون فوت مکعب دارد. حدود یک سوم کل ذخایر گازی ایران در این میدان فوق عظیم تجمع یافته است. در حدود ۱۹٪ از کل ذخایر گازی غیر همراه جهان به تنهایی در کمان قطر و میادین فوق عظیم گنبد شمالی-پارس جنوبی (در گروه دهرم) ذخیره شده است.

## فهرست میدان‌های گازی ایران
1. میدان گازی آرش
2. میدان گازی آغاجاری
3. میدان گازی آغار
4. میدان گازی پارس جنوبی
5. میدان گازی پارس شمالی
6. میدان گازی تابناک
7. میدان گازی تنگ بیجار
8. میدان گازی خانگیران
9. میدان گازی خیام
10. میدان گازی دالان
11. میدان گازی رهام
12. میدان گازی سرخون
13. میدان گازی سردار جنگل
14. میدان گازی سفید باغون
15. میدان گازی سلمان
16. میدان گازی شانول
17. میدان گازی فارو
18. میدان گازی فردوسی
19. میدان گازی فرزاد آ
20. میدان گازی فرزاد ب
21. میدان گازی کمانکوه
22. میدان گازی کنگان
23. میدان گازی کیش
24. میدان گازی گشوی جنوبی
25. میدان گازی گلشن
26. میدان گازی گورزین
27. میدان گازی لاوان
28. میدان گازی مبارک
29. میدان گازی مختار
30. میدان گازی مدار
31. میدان گازی نار
32. میدان گازی هالگان
33. میدان گازی هامون
34. میدان گازی هما
35. میدان گازی هنگام
36. میدان گازی وراوی
37. میدان گازی چالوس